# Angeac-Champagne
Angeac-Champagne là một xã ở Charente phía tây nước Pháp. Xã này có diện tích km², dân số năm 1999 là 479 người. Khu vực này có độ cao trung bình 71 mét trên mực nước biển. Xã gồm các làng Angeac-Champagne và Roissac.
Angeac-Champagne toạ lạc phía tây Charente, giáp Gensac-la-Palue về phía bắc, Gentue về phía tây bắc, Salles-d'Angles về phía tây, Segonzac về phía đông, Juillac-le-coq và Saint-Fort-sur-le-Ne về phía nam.